# Park Café
 (août 2024).
Si vous disposez d'ouvrages ou d'articles de référence ou si vous connaissez des sites web de qualité traitant du thème abordé ici, merci de compléter l'article en donnant les références utiles à sa vérifiabilité et en les liant à la section « Notes et références ».
Park Café est un groupe luxembourgeois de pop-jazz, actif entre 1986 et 1993.

## Histoire
Park Café est formé en 1986 sous le nom Parc Café. L'album sort son premier album Parc Cafe un an plus tard. Le groupe se composait de Maggie Parke, Rom Heck et le trompettiste Gast Waltzing. Le groupe est notamment connu pour avoir représenté le Luxembourg lors du Concours Eurovision de la chanson 1989 à Lausanne avec la chanson Monsieur.
En 1989, le groupe, qui a depuis adopté la graphie « Park Café », a été sélectionné en interne par le diffuseur public luxembourgeois pour participer au Concours Eurovision de la chanson 1989 à Lausanne, Suisse. Une finale nationale a été organisée au cours de laquelle le public a finalement choisi Park Café pour représenter le Luxembourg à Lausanne avec la chanson Monsieur. Le groupe s'est classé 20e avec un total de 8 points obtenus. Le groupe a été dissous en 1993.

## Membres
- Maggie Parke (lb) - voix
- Romain Heck - guitare, guitare basse
- Gast Waltzing - trompette

## Discographie

### Albums studio
- 1987 : Parc Café
- 1989 : Goodtime Boy
- 1993 : Never Close Your Eyes

### Singles
- 1987 : I Want Your Magic Back
- 1988 : My Song for You
- 1989 : Monsieur / Living in Tooneland
- 1990 : Goodtime Boy